# مارك إل. بوث
مارك إل. بوث (بالإنجليزية: Mark L. Booth)‏ هو مدير فني أمريكي، ولد في 30 نوفمبر 1911، وتوفي في 28 يناير 1988 في واينسبرغ في الولايات المتحدة.